# 99 Ways to Die
Albums de Master P
The Ghettos Tryin to Kill Me!
(1994) Ice Cream Man
(1996)
99 Ways to Die est le quatrième album studio de Master P, sorti le 7 février 1995.
L'album s'est classé 38e au Heatseekers et 41e au Top R&B/Hip-Hop Albums.

## Liste des titres
| No  | Titre                                                                  | Contient un (des) sample(s) de                                                                                     | Durée |
| --- | ---------------------------------------------------------------------- | --- | ----- |
| 1.  | Intro/17 Reasons                                                       | Reasons d'Earth, Wind and Fire                                                                                     | 5:28  |
| 2.  | Commercial 1                                                           | | 0:36  |
| 3.  | Dead Presidents                                                        | Groovin' on a Sunday de C-Bo                                                                                       | 5:02  |
| 4.  | Rollin' Thru My Hood (featuring Big Ed, Lil Ric, King George et Silkk) | This Old Man (Traditionnel)                                                                                        | 5:02  |
| 5.  | Bullets Gots No Name (featuring E-A-Ski et Rally Ral)                  | | 4:38  |
| 6.  | When They Gone                                                         | | 6:24  |
| 7.  | Playa wit Game (featuring Simply Dre, King George et Silkk)            | God Make Me Funky des Headhunters featuring The Pointer Sisters Gotta Get My Hands on Some (Money) du Fatback Band | 4:48  |
| 8.  | Commercial 2                                                           | | 0:32  |
| 9.  | 99 Ways to Die                                                         | | 3:43  |
| 10. | Rev. Do Wrong Comm                                                     | | 1:31  |
| 11. | Hoe Games (featuring C-Murder, King George et Silkk)                   | Back Stabbers des O'Jays                                                                                           | 4:33  |
| 12. | 1-900-Master P (Titre bonus)                                           | | 4:45  |
| 13. | When They Gone (Radio Edit)                                            | | 5:01  |